# 아르툠스 루드네우스
아르툠스 루드네우스(라트비아어: Artjoms Rudnevs, 1988년 1월 13일~)는 라트비아의 축구 선수로 현역 시절 포지션은 스트라이커이다.